# Jardines de la Reina
Jardines de la Reina (deutsch „Gärten der Königin“) ist ein Archipel im Süden Kubas in den Provinzen Camagüey und Ciego de Ávila. Es wurde von Christoph Kolumbus zu Ehren der spanischen Königin Isabellas der Katholischen benannt.
Der Archipel befindet sich im Karibischen Meer bei 20° 50′ N und 78° 55′ W und ist ein beliebtes Ziel für Taucher und Fischer. Es umfasst ca. 660 Koralleninseln. Hierzu gehören unter anderem Cayo Bretón, Cayo Alcatráz, Cayo Grande, Cayo Caballones und Cayo Anclitas. Große Teile des Archipels sind Teil des kubanischen Nationalparks Parque Nacional Jardines de la Reina.